# Lady in Gold: Live in Paris
Lady in Gold: Live in Paris je první koncertní DVD švédské rockové hudební skupiny Blues Pills. Vydáno bylo 3. listopadu 2017 prostřednictvím vydavatelství Nuclear Blast. DVD bylo natočeno na koncertě v pařížském klubu Le Trianon během turné k albu Lady in Gold (2016).

## Seznam skladeb
1. Lady in Gold
2. Little Boy Preacher
3. Bad Talkers
4. Won't Go Back
5. Black Smoke
6. Bliss
7. Little Sun
8. Elements and Things
9. You Gotta Try
10. High Class Woman
11. Ain't No Change
12. Devil Man
13. I Felt a Change
14. Rejection
15. Gone So Long

## Obsazení
- Elin Larsson – zpěv
- Dorian Sorriaux – kytara
- Zach Anderson – basová kytara
- André Kvarnström – bicí, perkuse